# Rockford's Rock Opera
Rockford's Rock Opera é uma história musical ecológica criada por Matthew Sweetapple, Steve Punt e Elaine Sweetapple.
Lançado em 2008, Rockford's Rock Opera rapidamente gerou um base de fãs na internet entre professores que adotaram os recursos audiovisuais e audiobooks para ensinar sobre extinção, ecologia e biodiversidade. Recomendado por muitos dos principais portais educacionais incluindo BGCI, Woodland's Junior School e Teachernet, a popularidade de Rockford's Rock Opera entre crianças e pais levam a uma seleção crescente de análises positivas além dos círculos educacionais, incluindo no The Times,The Guardian e Primary Times e aparições pessoais na BBC Radio.